# Johan Rudolf Thorbecke
Johan Rudolf Thorbecke, né le 14 janvier 1798 à Zwolle et mort le 4 juin 1872 à La Haye, est un homme d'État et intellectuel néerlandais, auteur des réformes démocratiques du XIXe siècle aux Pays-Bas. Président du Conseil des ministres à trois reprises et d'aspirance libérale, il est à l'origine du régime parlementaire néerlandais actuel.

## Biographie
Après des études de lettres gréco-latines à Amsterdam et à Leyde, Thorbecke passe quatre ans en Allemagne, où il a rencontré bon nombre de professeurs et d'écrivains. Ces années exercent une profonde influence sur lui : il s'intéresse vivement à la philosophie allemande, et spécialement à la philosophie de l'histoire.
En 1825,  après la publication de son ouvrage Ueber das wesen und den organischen Charakter der Geschichte, il obtient une chaire de sciences politiques et diplomatiques à l'université de Gand.
En raison de l'insurrection belge de 1830, il doit s'enfuir et quitter son poste ; un an après, il est nommé à l'université de Leyde. C'est là qu'il devient spécialiste des Constitutions, historiques et internationales. Peu à peu, il se met à critiquer la Constitution des Pays-Bas d'alors. Il publie ses « Notes sur la Constitution » (Aanteekening op de Grondwet), livre important qui le fait connaître du grand public, et c'est à partir de ce temps que certains commencent à voir en lui un chef de l'opposition dite « libérale ».

### Débuts politiques
Un an plus tard, en 1840, il est élu à la Seconde Chambre des États généraux, non pas en professionnel : il continue à exercer sa fonction de professeur. En 1844, il propose avec huit autres membres du Parlement une réforme constitutionnelle, mais cette proposition est rejetée par une grande majorité.
En 1848, le roi Guillaume II, voyant dans les pays voisins des révoltes et des insurrections, comprend qu'il faut faire quelque chose pour éviter de pareils troubles aux Pays-Bas. Il nomme un comité chargé d'écrire une nouvelle Constitution pour éviter au pays une guerre civile. Le président du comité est Thorbecke, et la Constitution proposée — une révision de celle en vigueur, non pas une créée de toutes pièces — est en grande partie son œuvre.
Avec quelques modifications, cette Constitution est acceptée par le Parlement, sans grand enthousiasme par ailleurs. Elle est révolutionnaire à son tour, car elle introduit des élections directes, la liberté des cultes, la responsabilité ministérielle, et réduisait considérablement le pouvoir du monarque. Son activité législative est saluée, et son influence est durable.
En 1853, à la suite des protestations des protestants conservateurs quant au don à la minorité catholique de la liberté de culte, le nouveau roi Guillaume III des Pays-Bas, moins progressiste que son père, poussa le président du Conseil à la démission. Cet acte nouvellement anti-constitutionnel créé le mouvement d'avril, et en conséquence de cela, Thorbecke peut revenir deux fois à la présidence de l'exécutif.

### Lettres et écrits
À travers sa riche correspondance, on peut suivre son développement intellectuel. Jeune garçon, il ne veut voir en Napoléon Ier qu'un tyran, et il a la Révolution française en horreur. Plus tard, il en reconnaîtra les conséquences bénéfiques ; royaliste, il ne la verra plus comme une aberration de l'Histoire, mais comme en faisant partie intégrante.
Sa famille était d'origine allemande et luthérienne, une minorité aux Pays-Bas. Il a pu élargir son horizon intellectuel, d'abord à Leyde, puis pendant son voyage à travers l'Allemagne, et ensuite pendant son séjour à Gand, où pour la première fois de sa vie il vécut en terre catholique.
Il a toujours eu des lectures historiques très vastes et variées, mais il suivait également de près les développements de la politique internationale. C'est ainsi qu'il pouvait prendre ses distances par rapport à ce qui était considéré comme normal aux Pays-Bas, et voir ce qui était nécessaire en matière de législation pour faire du royaume des Pays-Bas une monarchie constitutionnelle moderne. Il publia au cours de sa vie quatre ouvrages outre ses notes sur la Constitution, portant sur le libéralisme et la puissance publique, mais également un sur le romantisme à son âge d'or, en 1821, au début de sa vie : Thorbecke op de romantische tour.